# 日の丸ハイヤー
日の丸ハイヤー（ひのまるハイヤー）は、大阪府池田市に本社があるタクシー事業者。
2020年10月20日には川西オーシャン交通を、2021年5月20日には尼崎工都タクシーを譲受した。いずれも日本交通（東京都）の傘下だった。
なお、鳥取県鳥取市に本社があるタクシー会社・日ノ丸ハイヤー（真ん中が片仮名）とは全くの無関係である。

## 概要
北摂地域（北摂交通圏）と神戸市（神戸市域交通圏）を営業エリアとしている。
かつては豊能郡にも営業エリアを持っていたが、2022年現在では豊能郡の営業エリアで完結する利用は京都タクシーのみとなった。

## 各営業所（車庫）所在地
- 空港営業所
  - 大阪府池田市空港一丁目9番6号
- 能勢営業所[1]
  - 大阪府豊能郡能勢町森上155番地4
- 能勢口営業所
  - 兵庫県川西市火打一丁目15番17号
- 猪名川営業所
  - 兵庫県川辺郡猪名川町北田原字野手50番地

## グループ会社
- 扇興タクシー
  - 本社
    - 宮崎県延岡市別府町3802-1

  - 神戸営業所（旧　神戸毎日交通→日の丸ハイヤー神戸営業所[2]）
    - 兵庫県神戸市長田区長田天神町6丁目4-8
- アサヒ交通
  - 本社
    - 静岡市葵区南瀬名町22番45号
- かえるたくしー
  - 本社
    - 静岡市葵区南瀬名町22番45号

  - 熱海営業所
    - 静岡県熱海市和田町20-35
- エヌケイキャブ
  - 本社
    - 横浜市磯子区中原1-1-45
- ケイエム交通
  - 本社
    - 相模原市南区大野台3-25-25
- 港タクシー
  - 本社
    - 山形県酒田市二番町9番2号